# 全曜財經
全曜財經資訊股份有限公司（或稱：CMoney），台灣金融資訊廠商，總部位於台灣新北市。

## 外部連結
- 全曜財經資訊股份有限公司（页面存档备份，存于）（繁體中文）
- Fanclub - 網紅粉絲專屬情報站 （页面存档备份，存于）